# 布羅迪克城堡
布羅迪克城堡（英語：Brodick Castle）是英國蘇格蘭的一座城堡，位於阿倫島上城鎮布羅迪克。布羅迪克城堡曾經由漢密爾頓公爵所有，但現在由蘇格蘭國民信託所有。布羅迪克城堡在1958年被賣給蘇格蘭國民信託。

## 外部連結
- Brodick Castle and Country Park - official site